# Un soir à Singapour
Pour plus de détails, voir Fiche technique et Distribution.
Un soir à Singapour (Across to Singapore) est un film américain de William Nigh sorti en 1928.

## Synopsis
En 1857, Joel Shore, le plus jeune fils insouciant d'une famille de marins, a une amitié coquette avec Priscilla Crowninshield et finit par tomber amoureux d'elle. Cependant, à son insu, Priscilla a été fiancée au frère beaucoup plus âgé de Joel, Mark. Le mariage est annoncé à l'église comme une surprise, et Joel et Priscilla sont tous deux choqués, Priscilla refusant d'embrasser Mark après la cérémonie de fiançailles.
Mark, un capitaine de navire, navigue vers Singapour, accompagné de Joel et de leurs autres frères. Priscilla dit à Joel qu'elle n'avait aucune idée du mariage et essaie de l'embrasser, mais Joel est blessé et repousse les avances de Priscilla avant qu'il ne parte. Dans le même temps, Mark, fou de Priscilla le rejetant, boit beaucoup pendant le voyage et commence à voir des hallucinations de Priscilla. Il sent que Priscilla aime quelqu'un d'autre et menace de faire du mal à qui que ce soit, mais Joel lui dit qu'elle n'aime personne d'autre que Mark. Mark continue de boire une fois arrivés à Singapour, mais une équipe de conspirateurs dirigée par Finch ( Jim Mason) quitte Singapour sans lui, avec Mark tué dans une bagarre dans un bar. Joel est menotté pour ne pas être venu en aide à son frère pendant le combat.
De retour chez lui, Joel est libéré; il trouve Priscilla et, l'emmenant avec lui, il retourne à Singapour pour Mark, car il ne croit pas que Mark soit mort. Ils arrivent à Singapour six mois après être partis, et trouvent Mark ivre. Mark voit que Priscilla ne l'aime pas et il se retire pour son frère.

## Fiche technique
- Titre : Un soir à Singapour
- Titre original : Across to Singapore
- Réalisation : William Nigh
- Scénario et adaptation : Ted Shane et Richard Schayer d'après le roman All the Brothers Were Valiant de Ben Ames Williams
- Intertitres : Joseph Farnham
- Producteur : William Nigh
- Société de production : MGM
- Image : John F. Seitz
- Montage : Ben Lewis
- Direction artistique : Cedric Gibbons
- Costumes : David Cox
- Pays de production : États-Unis
- Genre : Aventures
- Durée : 85 minutes
- Format : Noir et blanc - film muet
- Date de sortie :
  - États-Unis : 7 avril 1928

## Distribution
- Ramon Novarro : Joel Shore
- Joan Crawford : Priscilla Crowninshield
- Ernest Torrence : Capitaine Mark Shore
- Frank Currier : Jeremiah Shore
- Dan Wolheim : Noah Shore
- Duke Martin : Matthew Shore
- Edward Connelly : Joshua Croninshield
- James Mason : Finch, le second
- Chris-Pin Martin (non crédité) : Marin du Santa Rosa